# Douze grandes fêtes

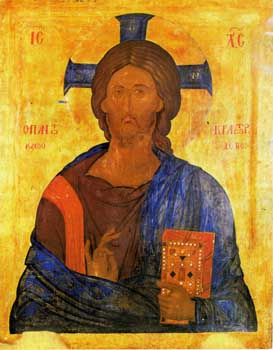
Image de Jésus christ appelé Christ Pantocrator

Les Douze Grandes Fêtes sont, après Pâques, les plus importantes fêtes liturgiques célébrées par l'Église orthodoxe. Elles sont :
- la Nativité de la Très Sainte Mère de Dieu, le 8 septembre ;
- la Fête de la Croix, le 14 septembre ;
- la Présentation de Marie au Temple, le 21 novembre ;
- la Nativité du Seigneur, le 25 décembre, 7 janvier (Calendrier julien);
- le Baptême du Christ ou Théophanie, le 6 janvier ;
- la Présentation de Jésus au Temple, ou Sainte Rencontre, ou Chandeleur, le 2 février ;
- l'Annonciation, le 25 mars ;
- l'Entrée de Jésus à Jérusalem ou Dimanche des Rameaux (une semaine avant Pâques) ;
- l'Ascension du Seigneur (40 jours après Pâques) ;
- la Pentecôte (50 jours après Pâques) ;
- la Transfiguration du Christ sur le mont Thabor, le 6 août ;
- la Dormition de la Très Sainte Mère de Dieu, le 15 août.